# Stenalcidia sanguistellata
Stenalcidia sanguistellata är en fjärilsart som beskrevs av William Schaus 1933. Stenalcidia sanguistellata ingår i släktet Stenalcidia och familjen mätare. Inga underarter finns listade i Catalogue of Life.